# Beatrice Masilingi
Beatrice Masilingi (nascida em 10 de abril de 2003) é uma atleta namibiana. Ela estabeleceu vários recordes nacionais, incluindo nos 400 metros.